# Ідеальний пейзаж в пустелі
«Ідеальний пейзаж в пустелі» — радянський художній фільм 1988 року, знятий режисером Ельмірою Чормановою на кіностудії «Казахфільм».

## Сюжет
Молодий біолог Туран мріє створити на горищі свого будинку оранжерею. Розуміючи, що реалізація цієї ідеї потребує великих витрат, він вирішує підробити. Туран погодився на пропозицію свого друга зайнятися «собачим бізнесом» — виловлювати собак, що загубилися, а потім повертати їх за винагороду господарям. Але перші ж здобуті таким чином гроші пробудили в молодій людині докори совісті.

## У ролях
- Максуд Іматшоєв — Туран
- А. Темірханова — Гуля
- Сагі Ашимов — Байрам
- Юрій Назаров — директор заповідника
- Мухтар Найманбаєв — роль другого плану
- Раїса Мухамед'ярова — Рая
- Ігор Мітрошин — роль другого плану
- Серік Райбаєв — роль другого плану
- Гульміра Садирбекова — роль другого плану
- Мурат Ахметов — роль другого плану
- Д. Ахметбекова — роль другого плану
- Жанас Іскаков — Жанас
- Ніна Жмеренецька — господарка Кузі
- Андрій Григор'єв — роль другого плану
- Гавриїл Бойченко — роль другого плану
- Олександр Зубов — роль другого плану
- Гульзія Бельбаєва — роль другого плану
- О. Конарєва — роль другого плану
- Олександр Поляков — роль другого плану
- Камбар Валієв — роль другого плану

## Знімальна група
- Режисер — Ельміра Чорманова
- Сценарист — Алмас Муканов
- Оператор — Ростислав Пірумов
- Композитори — Ігор Заборов, Дмитро Атовмян
- Художник — Алмабек Кадиров